# Pavel Kuka
Pavel Kuka, född 19 juli 1968 i Prag, är en tjeckisk före detta fotbollsspelare.
Pavel Kuka spelade 63 matcher, på vilka han gjorde 22 mål, för Tjeckiens landslag. Han deltog bland annat i EM 1996, i vilket man tog silver, och EM 2000. Innan Tjeckoslovakiens delning 1993 spelade Kuka 24 matcher för Tjeckoslovakiens landslag.
Han blev senare sportchef för tjeckiska Viktoria Žižkov. Han fick sparken när klubben åkte ur tjeckiska högstadivisionen efter säsongen 2008–2009.

## Klubbar
- RH Cheb (1987-1989)
- SK Slavia Prag (1989-1993)
- 1. FC Kaiserslautern (1994-1998)
- 1. FC Nürnberg (1998-1999)
- VfB Stuttgart (1999-2000)
- SK Slavia Prag (2000-2005)
- SK Marila Votice (2005)

## Meriter
- Europamästerskapet, tvåa: 1996
- FIFA Confederations Cup, trea: 1997
- Bundesliga, mästare: 1997/1998; tvåa: 1993/1994
- DFB-Pokal, vinnare: 1995/1996

### Fotnoter
1. ↑  Lars Nylin (30 oktober 2009). ”Här är sportvärldens snuskigaste namn” (på svenska). Sportbladet. https://www.aftonbladet.se/sportbladet/article12074428.ab. Läst 10 december 2017.